# Cupa Moldovei 2013-2014
Cupa Moldovei 2013-2014 a fost cea de-a 23-a ediție a Cupei Moldovei la fotbal. Competiția a început pe 24 august 2013, și s-a terminat pe 25 mai 2014. Câștigătoare a devenit Zimbru Chișinău, după ce s-a impus cu scorul de 3-1 în finală în fața echipei Sheriff Tiraspol pe Stadionul Zimbru.
Astfel, Zimbru și-a trecut în palmares cea de-a șasea Cupă a Moldovei, după cele cucerite în anii 1997, 1998, 2003, 2004 și 2007.

## Primul tur preliminar
În această etapă au participat 24 de cluburi din Divizia "B". Meciurile s-au jucate pe 24, 25 și 28 august 2013.
| Echipa 1             | Scor     | Echipa 2        |
| -------------------- | -------- | --------------- |
| CS Drochia           | 0−5      | FC Florești     |
| FC Grănicerul        | 2−1      | FC Dava Soroca  |
| FC Sîngerei          | 4−1      | FC Flacăra      |
| FC Codru Junior      | 1−4      | Codru Călărași  |
| FC Olan              | 0−1      | Sinteza Căușeni |
| FC Congaz            | 1−2 d.p. | Cahul-2005      |
| Anina-ȘS Anenii Noi  | 0−2      | FC Tighina      |
| FC Budăi             | 2−1      | FC Telenești    |
| FC Nisporeni         | 2−3      | CF Ungheni      |
| CSF Cricova          | 2−0      | Iskra Rîbnița   |
| Prut Leova           | 2−3      | Maiak Chirsova  |
| Universitatea Agrară | 0−6      | CFR Ialoveni    |

## Turul doi preliminar
```
Meciurile s-au jucate pe 31 august și 1 septembrie 2013.
```

| Echipa 1        | Scor            | Echipa 2       |
| --------------- | --------------- | -------------- |
| Codru Călărași  | 2−3             | CF Ungheni     |
| CSF Cricova     | 1−2             | CFR Ialoveni   |
| Sinteza Căușeni | 2−3 d.p.        | FC Tighina     |
| Cahul-2005      | 3−1             | Maiak Chirsova |
| FC Comrat       | 1−0             | CF Sparta      |
| FC Grănicerul   | 2−2 d.p. (5−4p) | FC Florești    |
| FC Budăi        | 1−3             | FC Sîngerei    |

## Runda 1
În această rundă au intrat și echipe din Divizia "A". Meciurile au avut loc pe 14-15 septembrie 2013.
| Echipa 1      | Scor            | Echipa 2            |
| ------------- | --------------- | ------------------- |
| FC Grănicerul | 5–4 d.p.        | CF Rîșcani          |
| FC Sîngerei   | 4–2             | FC Edineț           |
| CFR Ialoveni  | 0–1             | Victoria Bardar     |
| CF Ungheni    | 1–2             | FC Sfîntul Gheorghe |
| FC Tighina    | 1–1 d.p. (4−5p) | Real Succes         |
| Cahul-2005    | 2–6             | CF Găgăuzia         |
| FC Comrat     | 4–2 d.p.        | FC Slobozia Mare    |

## Runda 2
| Echipa 1      | Scor     | Echipa 2         |
| ------------- | -------- | ---------------- |
| Veris         | 4–0      | FC Comrat        |
| Olimpia Bălți | 4–1      | Intersport-Aroma |
| Speranța      | 2–3 d.p. | FC Saxan         |
| FC Grănicerul | 0–4      | Dinamo-Auto      |
| CF Găgăuzia   | 1–2      | Real Succes      |

## Runda 3
Meciurile s-au jucate pe 25 și 26 martie 2014.
| Echipa 1         | Scor    | Echipa 2         |
| ---------------- | ------- | ---------------- |
| FC Tiraspol      | 1–0     | FC Saxan         |
| Zimbru           | 1–0     | Dinamo-Auto      |
| Dacia            | 8–0     | FC Sîngerei      |
| Sfîntul Gheorghe | 0–3     | FC Academia      |
| Victoria Bardar  | 3–0 w/o | Rapid Ghidighici |
| Milsami Orhei    | 2–0     | Real Succes      |
| FC Costuleni     | 0–3     | FC Veris         |
| Sheriff Tiraspol | 4–0     | Olimpia Bălți    |

| 25 martie 2014 | Victoria Bardar | 3–0     | Rapid Ghidighici |                                            |  |
| 14:00 CET      |                 | awarded |                  | Stadion: Stadionul CSCT Buiucani, Chișinău |  |

| 25 martie 2014 | Dacia Chișinău                                                                                | 8–0 | FC Sîngerei |                                                                  |  |
| 14:00 CET      | Kovaļovs 13' Krkotić 30' Posmac 34' Zastavnyi 49' Golubović 53' Knežević 63' Stoleru 72', 89' |     |             | Stadion: Stadionul Moldova, Speia Arbitru: Ion Arnaut (Chirsova) |  |

| 25 martie 2014 | Sheriff Tiraspol                                   | 4–0 | Olimpia |                                                                          |  |
| 17:00 CET      | Luvannor 40' Ricardinho 69' Potiguar 71' Melli 85' |     |         | Stadion: Stadionul Sheriff, Tiraspol Arbitru: Veaceslav Banari (Căușeni) |  |

| 26 martie 2014 | FC Tiraspol     | 1–0 | FC Saxan |                                      |  |
| 14:00 CET      | Karaneychev 29' |     |          | Stadion: Stadionul Sheriff, Tiraspol |  |

| 26 martie 2014 | Sfîntul Gheorghe | 0–3 | FC Academia                            |                                       |  |
| 14:00 CET      |                  |     | Calincov 58' Calincov 61' Calincov 71' | Stadion: Stadionul Suruceni, Suruceni |  |

| 26 martie 2014 | Milsami Orhei               | 2–0 | Real Succes |                                                 |  |
| 14:00 CET      | Iavorschi 17' Iavorschi 78' |     |             | Stadion: Complexul Sportiv Raional Orhei, Orhei |  |

| 26 martie 2014 | FC Costuleni | 0–3 | FC Veris                            |                                            |  |
| 14:00 CET      |              |     | Bacal 3' V.Andronic 39' Alexeev 60' | Stadion: Stadionul CSCT Buiucani, Chișinău |  |

| 26 martie 2014 | Zimbru      | 1–0 | Dinamo-Auto |                                     |  |
| 18:00 CET      | Gînsari 88' |     |             | Stadion: Stadionul Zimbru, Chișinău |  |

## Sferturi de finală
Meciurile au avut loc pe 15 aprilie 2014.
| Echipa 1         | Scor                | Echipa 2      |
| ---------------- | ------------------- | ------------- |
| Zimbru Chișinău  | 1–1 d.p. 7–6 d.l.d. | FC Tiraspol   |
| Dacia            | 3–0                 | FC Academia   |
| Victoria Bardar  | 2–5 d.p.            | Milsami Orhei |
| Sheriff Tiraspol | 2–1                 | FC Veris      |

| 15 aprilie 2014 | Victoria Bardar      | 2–5 (d.p.) | Milsami Orhei                             |                                                                            |  |
| 14:00 CET       | Samson 55' Spînu 63' |            | Guilherme 57', 74', 110' Boghiu 93', 100' | Stadion: Stadionul CSCT Buiucani, Chișinău Arbitru: Iurie Covtun (Tighina) |  |

| 15 aprilie 2014 | Dacia                           | 3–0 | FC Academia |                                                                      |  |
| 16:00 CET       | Krkotić 2' (pen.), 37' Orbu 76' |     |             | Stadion: Stadionul Moldova, Speia Arbitru: Dumitru Muntean (Tighina) |  |

| 15 aprilie 2014 | Sheriff Tiraspol    | 2–1 | FC Veris       |                                                                          |  |
| 17:00 CET       | Potiguar 74', 90+4' |     | Milinceanu 89' | Stadion: Stadionul Sheriff, Tiraspol Arbitru: Victor Gheciu (Măgdăcești) |  |

| 15 aprilie 2014                                                                                           | Zimbru Chișinău               | 1–1 (d.p.) (7–6 d.l.d.)                                                                    | FC Tiraspol |                                                                        |  |
| 18:00 CET                                                                                                 | Spătaru 32'                   |                                                                                            | Molla 74'   | Stadion: Stadionul Zimbru, Chișinău Arbitru: Petru Stoianov (Taraclia) |  |
| | Penalty-uri de departajare⁠(d) |                                                                                            |             |                                                                        |  |
| Dedov · Klimovich · Fernando Henrique · Erhan · Bogdan · Spătaru · Vremea · Pavlyuchek · Burghiu · Jardan |                               | Molla · Grosu · Pîslă · Grosu · Hauși · Japaridze · Zarichnyuk · Novicov · Rață · Boeștean |             |                                                                        |  |

## Semifinale
Semifinalele s-au jucate pe 6 & 7 mai 2014.
| Echipa 1        | Scor | Echipa 2         |
| --------------- | ---- | ---------------- |
| Zimbru Chișinău | 2–0  | Dacia Chișinău   |
| Milsami Orhei   | 0–2  | Sheriff Tiraspol |

| 6 mai 2014 | Zimbru Chișinău              | 2–0 | Dacia Chișinău |                                                           |  |
| 20:00 CET  | Pavlyuchek 58' Klimovich 66' |     |                | Stadion: Stadionul Zimbru, Chișinău Arbitru: Iurie Rochin |  |

| 7 mai 2014 | Milsami Orhei | 0–2 | Sheriff Tiraspol            |                                                   |  |
| 17:00 CET  |               |     | Stanojević 17' Potiguar 69' | Stadion: CSR Orhei, Orhei Arbitru: Petru Stoianov |  |

## Finala
Finala a avut loc pe 25 mai 2014.
| 25 mai 2014 | Sheriff Tiraspol     | 1–3        | Zimbru Chișinău                             |                                                                                       |  |
| 20:00 EEST  | Juninho Potiguar 59' | raport FMF | Spătaru 50' Stanojević 65' (o.g.) Erhan 77' | Stadion: Stadionul Zimbru, Chișinău Spectatori: 8500 Arbitru: Danny Makkelie (Olanda) |  |

## Golgheteri
Actualizat la 26 mai 2014.
| Poziție | Jucător              | Club                 | Goluri |
| ------- | -------------------- | -------------------- | ------ |
| 1       | Juninho Potiguar     | FC Sheriff Tiraspol  | 5      |
| 2       | Denis Calincov       | FC Academia Chișinău | 3      |
| 2       | Guilherme de Paula   | FC Milsami Orhei     | 3      |
| 2       | Miloš Krkotić        | FC Dacia Chișinău    | 3      |
| 5       | Marian Stoleru       | FC Dacia Chișinău    | 2      |
| 5       | Constantin Iavorschi | FC Milsami Orhei     | 2      |
| 5       | Gheorghe Boghiu      | FC Milsami Orhei     | 2      |
| 5       | Dan Spătaru          | FC Zimbru Chișinău   | 2      |

### Hat-trickuri
| Jucător                     | Gazdă            | Oaspete              | Rezultat | Data            |
| --------------------------- | ---------------- | -------------------- | -------- | --------------- |
| Denis Calincov              | Sfîntul Gheorghe | FC Academia Chișinău | 0–3      | 26 martie 2014  |
| Guilherme de Paula Lucrécio | Victoria Bardar  | FC Milsami Orhei     | 2–5      | 15 aprilie 2014 |